# Hiro R-3
Хіро R-3 (англ. Hiro R-3) — експериментальний суцільнометалевий летючий човен-моноплан створений на арсеналі Хіро Імперського флоту Японії в середині 1920-их років для дослідження технології. За основу японського літака був взятий німецький летючий човен Rohrbach Ro III.

## Історія
Поява суцільнометалевих летючих човнів в Європі на початку 1920-их років зацікавило японський флот, і флот рекомендував компанії Mitsubishi і представникам флотського арсеналу Хіро дослідити виготовлення таких літаків в Японії. Тому навесні 1923 року флот відправив представників флоту до Німеччини де вони договорились про співпрацю з компанією Rohrbach. До 1925 року один летючий човен Ro III з двигунами Rolls-Royce потужністю дістався до Японії, в супроводі німецьких інженерів, які допомогли зібрати літак на арсеналі в Йокосуці де він отримав позначення R-1. Mitsubishi змогли створити тимчасову спільну компанію в Берліні для виготовлення літака для японського ринку під назвою R-2.
Використавши ці літаки інженери арсеналу Хіро вирішили виготовити свій варіант літака R-3 з потужнішими двигунами Lorraine 2 виготовленими за ліцензією на арсеналі. Встановлення нових двигунів вимагало суттєвого перероблення літака, зокрема довелось переробити стійки під двигунами, а також збільшити розмах крил і фюзеляжу. Закінчення крил були змінені з прямих на заокруглені, а також центральна частина крила була прямою, а не діедральною. Підкрильні поплавки стали більш аеродинамічними, а корпус більш витягненим для кращої поведінки на воді. R-3 став помітно швидшим за своїх попередників, але збільшення маси зменшило швидкопідйомність.
Через явну перевантаженість R-3 серійно не виготовлявся, але дизайн мав суттєві інновації, які вплинули на успішність майбутніх дизайнів Хіро. Особливо досконалим було консольне суцільнометалеве крило з товстим аеродинамічним профілем. Фюзеляж мав квадратні перерізи які дозволяли простіше виробництво, а також внутрішню структуру.

## Тактико-технічні характеристики
Дані з Japanese Aircraft 1910—1941

### Технічні характеристики
- Екіпаж: 6 осіб
- Довжина: 17,67 м
- Висота: 5,2 м
- Розмах крил: 29,1 м
- Маса пустого: 4676 кг
- Злітна маса: 6690 кг
- Двигуни: 2 × 12-ти циліндрові W-подібні двигуни Hiro Lorraine 2 водяного охолодження
- Потужність: 2 × 450 к. с.
- Питома потужність: 7,43 кг/к.с.
- Гвинт: дволопатеві дерев'яні гвинти

### Льотні характеристики
- Максимальна швидкість: 185 км/год
- Тривалість польоту: 12 год
- Час підйому на висоту 3000 м.: 30 хв

### Озброєння
- Стрілецьке:
  - 1 × 7,7-мм кулемет в носовій турелі
  - 1 × 7,7-мм кулемет в турелі зверху